# Статик Екс
Статик Екс е бивша метъл група от град Лос Анджелис, щата Калифорния, САЩ, сформирана през 1994 г.
Групата има 6 студийни албума, една компилация, едно EP и 12 видеоклипа. Последният албум, Cult of Static излиза на 17 март 2009 г. Добиват популярност през 2001 г., когато дебютният им албум Wisconsin Death Trip става платинен.
Музиката им съдържа елементи на ню метъл, индъстриъл и груув. Статик Екс се самоопределят като Evil Disco.

## История

### Създаване на групата и дебютен албум (1994 – 2000)
Статик Екс е създадена през 1994 г. от Уейн Статик и Кен Джей, след като предишната им група Deep Blue Dream се разпада. Двамата се срещат в музикален магазин в Чикаго. След разпадането на Deep Blue Dream, двамата се присъединяват към Stygian и записват едно демо, преди да се преместят в Лос Анджелис в търсене на музиканти за групата. Там попадат на басиста Тони Кампос и китариста Коичи Фукуда, с които се формира първият състав. Първоначално групата е трябвало да се казва Wisconsin Death Trip, но името било прекалено дълго и поради това е заменено със Статик Екс.
В началото на 1998 г. групата подписва с Warner Bros. Records, с които издава дебютния си албум Wisconsin Death Trip на 23 март 1999 г. Групата взима участие на Ozzfest през 2000 г. като подгряваща на Fear Factory. През 2001 г. Wisconsin Death Trip става платинен и е най-успешен за групата.

### Machine и Shadow Zone (2000 – 2003)
По време на записите на втория албум Machine, Коичи Фукуда напуска групата, за да прекарва повече време с приятелката си и да участва в други музикални проекти. За негов заместник е взет Трип Ейсен. Machine излиза на 22 май 2001 г. и постига успех. Малко след това започва работа по следващия албум – Shadow Zone. Преди това обаче Кен Джей напуска поради музикални и политически различия. Ник Оширо е избран за постоянен барабнист на бандата. По време на работата по албума, Джонатан Дейвис от Korn се свързва с Уейн Статик с молба да запише вокалите към песента, която той е написал Not Meant for Me за саундтрака на филма Queen of the Damned.

### Beneath, Between, Beyond and Start a War (2003 – 2006)
20 юли 2004 г. е датата, на която излиза компилацията Beneath...Between...Beyond, като след това групата отново е на турне с Fear Factory. Излиза информация и за четвърти албум – Start a War. През февруари 2005 г. Трип Ейсен е арестуван заради секс с непълнолетна. Той е уволнен от групата. Коичи Фукуда се завръща. Start a War е довършен и излиза на 14 юни 2005 г. I'm the One и Dirthouse са единствените сингли от него. Песента Skinnyman е използвана във видеоиграта Need For Speed: Most Wanted, а Start a War в WWE SmackDown! vs. Raw 2006.

### Cannibal и Cult of Static (2007 – 2009)
На 20 март 2007 г. е издаден Destroyer EP, който предшества албума Cannibal. Продадени са повече от 30 000 копия. На 10 май 2007 г. е съобщено, че групата ще свири на голямата сцена на фестивала Ozzfest. В интервю Уейн Статик заявява, че работи по свой страничен проект наречен Pighammer.

### Разпадане и смъртта на Уейн Статик (2010 – 2014)
През януари 2008 г. групата е на турнето Operation Annihilation в Австралия и след неговия край започва работа по последния си албум. На 14 октомври 2008 г. излиза концертното CD/DVD Cannibal Killers Live. През декември е обявено името на предстоящия шести албум – Cult of Static, като думата cult не е свързана с религията. Уейн заявява, че 11 от песните са вече готови. Албумът заема 16 място в класацията Billboard 200. През 2009 г. групата участва на Download Festival. След него Уейн Статик се концентрира върху своя солов проект Pighammer. Малко след това Тони Кампос напуска и се присъединява към Soulfly, а Коичи Фукуда към Drugstore Fanatics. Така групата на практика се разпада. Дебютният и единствен солов албум на Уейн Статик, Pighammer излиза 4 октомври 2011 г.
През 2012 г. той решава да възстанови Статик Екс, но нито един от оригиналния състав не се завръща. Той заминава на солово турне под името Static-X. На 7 юни 2013 г. групата се разпада за втори път. На 1 ноември 2014 г. е съобщено, че Уейн Статик е починал на 48 г. Според непотвърдени слухове причината е свръхдоза. По-късно съпругата му опровергава това като дава изявление, в което става ясно, че той не е употребявал наркотици от 2009 г.

## Дискография
- Wisconsin Death Trip (1999)
- Machine (2001)
- Shadow Zone (2003)
- Start a War (2005)
- Cannibal (2007)
- Cult of Static (2009)

## Състав
| Последни членове - Уейн Статик – вокали и китара (1994 – 2010; 2012 – 2013) - Ашес – китара (2012 – 2013) - Анди Коул – бас (2012 – 2013) - Шон Дейвидсън – барабани (2012 – 2013) |  | Предишни членове - Тони Кампос – бас (1994 – 2010) - Коичи Фукуда – китара (1994 – 2000; 2005 – 2010) - Кен Джей – барабани (1994 – 2002) - Трип Ейсен – китара (2001 – 2005) - Ник Оширо – барабани (2003 – 2009) |